# Jesús Bueno
Jesús Daniel Bueno Áñez (Barquisimeto, 15 aprile 1999) è un calciatore venezuelano, centrocampista dei Philadelphia Union.

## Carriera
Cresciuto nel settore giovanile del Deportivo Lara, ha esordito in prima squadra il 23 ottobre 2016 disputando l'incontro di Primera División perso 2-1 contro lo Zamora FC.
Il 29 luglio 2021 viene acquistato dai Philadelphia Union.

## Statistiche

### Presenze e reti nei club
Statistiche aggiornate al 1º agosto 2021.
| Stagione              | Squadra               | Campionato            | Campionato | Campionato | Coppe nazionali | Coppe nazionali | Coppe nazionali | Coppe continentali | Coppe continentali | Coppe continentali | Altre coppe | Altre coppe | Altre coppe | Totale | Totale |
| Stagione              | Squadra               | Comp                  | Pres       | Reti       | Comp            | Pres            | Reti            | Comp               | Pres               | Reti               | Comp        | Pres        | Reti        | Pres   | Reti   |
| --------------------- | --------------------- | --------------------- | ---------- | ---------- | --------------- | --------------- | --------------- | ------------------ | ------------------ | ------------------ | ----------- | ----------- | ----------- | ------ | ------ |
| 2016                  | Deportivo Lara        | PD                    | 1          | 0          | CV              | 0               | 0               |                    | -                  | -                  |             | -           | -           | 1      | 0      |
| 2017                  | Deportivo Lara        | PD                    | 3          | 0          | CV              | 0               | 0               |                    | -                  | -                  |             | -           | -           | 3      | 0      |
| 2018                  | Deportivo Lara        | PD                    | 19         | 2          | CV              | 0               | 0               | CL                 | 0                  | 0                  |             | -           | -           | 19     | 2      |
| 2019                  | Deportivo Lara        | PD                    | 29         | 1          | CV              | 2               | 0               | CL+CS              | 4+1                | 0+0                |             | -           | -           | 36     | 1      |
| 2020                  | Deportivo Lara        | PD                    | 22         | 4          | CV              | 0               | 0               |                    | -                  | -                  |             | -           | -           | 22     | 4      |
| gen.-lug. 2021        | Deportivo Lara        | PD                    | 7          | 2          | CV              | 0               | 0               | CL                 | 2                  | 0                  |             | -           | -           | 9      | 2      |
| Totale Deportivo Lara | Totale Deportivo Lara | Totale Deportivo Lara | 81         | 9          |                 | 2               | 0               |                    | 7                  | 0                  |             | -           | -           | 90     | 9      |
| lug.-dic. 2021        | Philadelphia Union    | MLS                   | 0          | 0          |                 | -               | -               |                    | -                  | -                  |             | -           | -           | 0      | 0      |
| Totale carriera       | Totale carriera       | Totale carriera       | 81         | 9          |                 | 2               | 0               |                    | 7                  | 0                  |             | -           | -           | 90     | 9      |

### Cronologia presenze e reti in nazionale
| Cronologia completa delle presenze e delle reti in nazionale ― Colombia | Cronologia completa delle presenze e delle reti in nazionale ― Colombia | Cronologia completa delle presenze e delle reti in nazionale ― Colombia | Cronologia completa delle presenze e delle reti in nazionale ― Colombia | Cronologia completa delle presenze e delle reti in nazionale ― Colombia | Cronologia completa delle presenze e delle reti in nazionale ― Colombia | Cronologia completa delle presenze e delle reti in nazionale ― Colombia | Cronologia completa delle presenze e delle reti in nazionale ― Colombia |
| Data                                                                    | Città                                                                   | In casa                                                                 | Risultato                                                               | Ospiti                                                                  | Competizione                                                            | Reti                                                                    | Note                                                                    |
| ----------------------------------------------------------------------- | ----------------------------------------------------------------------- | ----------------------------------------------------------------------- | ----------------------------------------------------------------------- | ----------------------------------------------------------------------- | ----------------------------------------------------------------------- | ----------------------------------------------------------------------- | ----------------------------------------------------------------------- |
| 11-12-2023                                                              | Fort Lauderdale                                                         | Colombia                                                                | 1 – 0                                                                   | Venezuela                                                               | Amichevole                                                              | -                                                                       | 65’                                                                     |
| 21-3-2025                                                               | Quito                                                                   | Ecuador                                                                 | 2 – 1                                                                   | Venezuela                                                               | Qual. Mondiali 2026                                                     | -                                                                       | 46’                                                                     |
| Totale                                                                  |                                                                         | Presenze                                                                | 2                                                                       |                                                                         | Reti                                                                    | 0                                                                       |                                                                         |

## Palmarès

### Club

#### Competizioni nazionali
- Campionato venezuelano: 1

Deportivo Lara: 2018